# Villa Colizza
Villa Colonna di Bevilacqua, oggi meglio nota come villa Colizza e chiamata da alcuni villa dei Baldacchini, è una residenza nobiliare suburbana situata ai limiti del centro storico della cittadina di Marino, in provincia di Roma, nell'area dei Castelli Romani.

## Storia
La villa venne edificata all'inizio del Seicento dal duca Filippo I Colonna per sua moglie Lucrezia Tomacelli, che doveva soggiornare in luoghi salubri a causa della salute cagionevole. La villa sorge sull'ultima balza del colle di peperino su cui sorge Marino, storico feudo della famiglia Colonna, e da quel punto si ha uno straordinario panorama su Roma e il circostante Agro Romano. La villa nei secoli successivi costituì parte integrante del circuito di tenute che i Colonna possedevano intorno a Marino, come villa Colonna di Belpoggio, il Barco Colonna, i Giardini Colonna con l'omonimo palazzo, villa della Sirena e la villa del Cardinale di Palazzolo.
Dopo la rinuncia da parte dei Colonna alla proprietà feudale di Marino (1816), i proprietari iniziarono a svendere le ingenti proprietà e la villa divenne residenza suburbana della famiglia marinese dei Colizza. In seguito, la proprietà venne ceduta ad un istituto religioso di suore che ancora oggi la possiede, e che vengono chiamate confidenzialmente in dialetto marinese 'e moniche de Colizza.